# Periparus
A Periparus a madarak osztályának verébalakúak (Passeriformes) rendjébe és a cinegefélék (Paridae) családjába tartozó nem.

## Rendszerezés
A nemet Edmond de Sélys Longchamps írta le 1884-ben, jelenleg az alábbi 3 vagy 4 faj tartozik ide:
- fenyvescinege (Periparus ater)
  - feketekontyos cinege (Periparus ater melanolophus vagy Periparus melanolophus)
- vöröstorkú cinege (Periparus rufonuchalis)
- vörösmellű cinege (Periparus rubidiventris)

Egyes rendszerek ide sorolnak további három fajt is, ám ezeket többnyire egy külön nembe, a Pardaliparus nembe sorolják:
- ékszercinege (Pardaliparus venustulus), vagy (Periparus venustulus)
- párduccinege (Pardaliparus elegans), vagy (Periparus elegans)
- kapucinuscinege (Pardaliparus amabilis), vagy (Periparus amabilis)